# Gymnodoris impudica
Gymnodoris impudica is een slakkensoort uit de familie van de Polyceridae. De wetenschappelijke naam van de soort is voor het eerst geldig gepubliceerd in 1830 door Rüppell & Leuckart.